# T. J. Leaf
Ty Jacob Leaf, né le 30 avril 1997 à Tel Aviv en Israël, est un joueur américano-israélien de basket-ball qui évolue au poste d'ailier fort. Il mesure 2,06 m.

## Biographie
Né en Israël, T. J. Leaf déménage à l'âge de 2 ans et demi à Lakeside aux États-Unis dans le Comté de San Diego.
Il va ensuite au lycée de Foothills Christian situé à El Cajon en Californie.
À la fin de sa première saison universitaire avec les Bruins d'UCLA, il se présente à la draft 2017 de la NBA où il est attendu parmi les vingt premiers choix. Il est sélectionné en 18e position par les Pacers de l'Indiana.
Le 22 novembre 2020, il est envoyé au Thunder d'Oklahoma City avec un futur second tour de draft en échange de Jalen Lecque. Leaf est licencié fin décembre avant le début de la saison régulière. 
Le 13 avril 2021, il paraphe un contrat two-way en faveur des Trail Blazers de Portland.
Fin juin 2025, Leaf signe avec le Maccabi Tel-Aviv, club israélien évoluant en Euroligue.

## Records sur une rencontre en NBA
Les records personnels de T. J. Leaf en NBA sont les suivants, :
| Type de statistique        | Saison régulière | Saison régulière  | Saison régulière | Playoffs | Playoffs            | Playoffs      |
| Type de statistique        | Record           | Adversaire        | Date             | Record   | Adversaire          | Date          |
| -------------------------- | ---------------- | ----------------- | ---------------- | -------- | ------------------- | ------------- |
| Points                     | 28               | @ Hawks d'Atlanta | 10 avril 2019    | 4        | Nuggets de Denver   | 29 mai 2021   |
| Paniers marqués            | 12               | @ Hawks d'Atlanta | 10 avril 2019    | 2        | Nuggets de Denver   | 29 mai 2021   |
| Paniers tentés             | 19               | @ Hawks d'Atlanta | 10 avril 2019    | 3        | @ Celtics de Boston | 14 avril 2019 |
| Paniers à 3 points réussis | 3                | Bulls de Chicago  | 6 janvier 2018   | -        | -                   | -             |
| Paniers à 3 points tentés  | 3                | 5 fois            | 5 fois           | 1        | @ Celtics de Boston | 14 avril 2019 |
| Lancers francs réussis     | 4                | @ Hawks d'Atlanta | 10 avril 2019    | 2        | @ Celtics de Boston | 14 avril 2019 |
| Lancers francs tentés      | 5                | 2 fois            | 2 fois           | 2        | @ Celtics de Boston | 14 avril 2019 |
| Rebonds offensifs          | 6                | Bulls de Chicago  | 3 novembre 2019  | 1        | 3 fois              | 3 fois        |
| Rebonds défensifs          | 9                | Bulls de Chicago  | 3 novembre 2019  | 2        | @ Celtics de Boston | 14 avril 2019 |
| Rebonds totaux             | 15               | Bulls de Chicago  | 3 novembre 2019  | 3        | @ Celtics de Boston | 14 avril 2019 |
| Passes décisives           | 2                | 7 fois            | 7 fois           | -        | -                   | -             |
| Interceptions              | 2                | 2 fois            | 2 fois           | -        | -                   | -             |
| Contres                    | 2                | 4 fois            | 4 fois           | -        | -                   | -             |
| Balles perdues             | 2                | 2 fois            | 2 fois           | -        | -                   | -             |
| Minutes jouées             | 34               | @ Hawks d'Atlanta | 10 avril 2019    | 10       | @ Celtics de Boston | 14 avril 2019 |

- Doubles doubles : 2
- Triples doubles : 0

Dernière mise à jour : 26 juin 2021